# Округ Хенкок (Охајо)
Округ Хенкок (енгл. Hancock County) је округ у америчкој савезној држави Охајо.

## Демографија
По попису из 2010. године број становника је 74.782, што је 3.487 (4,9%) становника више него 2000. године.
| Група             | 2000.          | 2010.          |
| Белци             | 66.733 (93,6%) | 67.888 (90,8%) |
| Афроамериканци    | 789 (1,1%)     | 1.158 (1,5%)   |
| Азијати           | 867 (1,2%)     | 1.263 (1,7%)   |
| Хиспаноамериканци | 2.187 (3,1%)   | 3.363 (4,5%)   |
| Укупно            | 71.295         | 74.782         |